# Pogled, Apače
Pogled je naselje v Občini Apače.